# Ценівська сільська рада
Ценівська сільська́ ра́да — адміністративно-територіальна одиниця та орган місцевого самоврядування в Козівському районі Тернопільської області. Адміністративний центр — село Ценів.

## Загальні відомості
- Територія ради: 0,411 км²
- Населення ради: 1 238 осіб (станом на 2001 рік)
- Територією ради протікає річка Ценівка

## Населені пункти
Сільській раді підпорядковані населені пункти:
- с. Ценів

### Колишні населенні пункти
- х. Кіловиця, виведене з облікових даних у зв'язку з переселенням мешканців
- х. Хащ, виведене з облікових даних у зв'язку з переселенням мешканців

## Склад ради
Рада складається з 16 депутатів та голови.
- Голова ради:
- Секретар ради: Денега Леся Миколаївна

### Керівний склад попередніх скликань
| Прізвище, ім'я, по батькові | Основні відомості                                                               | Дата обрання | Дата звільнення |
| --------------------------- | ------------------------------------------------------------------------------- | ------------ | --------------- |
| Лопатко Богдан Іванович     | Сільський голова, 1969 року народження, освіта середня спеціальна, безпартійний | 26.03.2006   | 31.10.2010      |
| Лопатко Богдан Іванович     | Сільський голова, 1969 року народження, освіта середня спеціальна, безпартійний | 31.10.2010   | 04.11.2014      |

Примітка: таблиця складена за даними сайту Верховної Ради України

### Депутати
За результатами місцевих виборів 2010 року депутатами ради стали:

#### За суб'єктами висування
| Суб'єкт висування | Кількість обраних депутатів | %   |
| ----------------- | --------------------------- | --- |
| Самовисування     | 16                          | 100 |

#### За округами
| № округу | Прізвище, ім'я, по батькові     | Дата визнання обраним | Освіта             | Партійна приналежність | Відомості про обраного депутата                                         |
| -------- | ------------------------------- | --------------------- | ------------------ | ---------------------- | ----------------------------------------------------------------------- |
| 1        | Висоцький Володимир Ярославович | 05.11.2010            | середня            | позапартійний          | Тернопільський національний технічний університет ім. І. Пулюя, студент |
| 2        | Сута Василь Петрович            | 05.11.2010            | середня            | позапартійний          | тимчасово не працює                                                     |
| 3        | Денега Леся Миколаївна          | 05.11.2010            | вища               | позапартійна           | Ценівська сільська рада, секретар Ценівської сільської ради             |
| 4        | Кіт Микола Петрович             | 05.11.2010            | середня            | позапартійний          | тимчасово не працює                                                     |
| 5        | Білецький Тарас Михайлович      | 05.11.2010            | середня            | позапартійний          | Львівський національний університет ім. І. Франка, студент              |
| 6        | Попик Андрій Іванович           | 23.02.2014            | середня спеціальна | позапартійний          | тимчасово не працює                                                     |
| 7        | Халупа Микола Володимирович     | 23.02.2014            | середня спеціальна | позапартійний          | тимчасово не працює                                                     |
| 8        | Пантелеймін Микола Васильович   | 05.11.2010            | вища               | позапартійний          | тимчасово не працює                                                     |
| 9        | Попик Іван Васильович           | 23.02.2014            | середня спеціальна | позапартійний          | тимчасово не працює                                                     |
| 10       | Павлюс Олег Ярославович         | 23.02.2014            | незакінчена вища   | позапартійний          | Національний авіаційний університет, студент                            |
| 11       | Дячишин Віталій Михайлович      | 23.02.2014            | середня спеціальна | позапартійний          | тимчасово не працює                                                     |
| 12       | Корніцький Михайло Іванович     | 11.01.2015            | незакінчена вища   | позапартійний          | Тернопільський Національний економічний університет, студент            |
| 13       | Маковенський Віталій Іванович   | 05.11.2010            | середня            | позапартійний          | Торгова група «АРС-кераміка», вантажник                                 |
| 14       | Солодкий Володимир Михайлович   | 23.02.2014            | незакінчена вища   | позапартійний          | Тернопільський національно-технічний університет, студент               |
| 15       | Бойко Олег Ігорович             | 05.11.2010            | середня            | позапартійний          | тимчасово не працює                                                     |
| 16       | Ковадло Володимир Миронович     | 23.02.2014            | середня спеціальна | позапартійний          | тимчасово не працює                                                     |